# Крекінг-установка Пата
Крекінг-установка Пата — виробництво нафтохімічної промисловості на півночі Індії у штаті Уттар-Прадеш. Знаходиться в дистрикті Аурайя, за 110 км на північний захід від Канпура та 400 км на південний схід від Нью-Делі.
Нафтохімічний комплекс в Пата, який належить компанії GAIL (Gas Authority of India Ltd), почали споруджувати в 1989 році, а першу продукцію він видав у 1999-му. В наступні два десятиліття виробничий майданчик пройшов через кілька етапів розширення, останній з яких завершився у 2015-му. При цьому річна потужність по етилену зросла до 896 тисяч тон, що забезпечують дві установки з майже однаковими — 446 та 450 тисяч тонн — можливостями, створені на основі використання технології французької компанії Technip. Отриманий шляхом піролізу етилен використовують для полімеризації у поліетилен. Після 2015-го комплекс може випускати 810 тисяч тон цього полімеру на рік, при тому що на момент введення в експлуатацію відповідний показник складав лише 260 тисяч тонн.  
Етилен також споживається установками димеризації, призначеними для продукування 1-бутену (використовується як ко-полімер). Наразі комплекс випускає 30 тисяч тон цього альфа-олефіну (до модернізації середини — лише 10 тисяч тон). 
Окрім етилену під час піролізу отримують пропілен у кількості 60 тисяч тон на рік, проте цей олефін поки не знаходить застосування та домішується до ЗНГ. Існують плани спорудження власного виробництва поліпропілену або, за умови появи споживача, постачання пропілену на інше підприємство.
Піролізне виробництво використовує легку змішану сировину — етан-пропанову фракцію, виділення якої відбувається на належному до комплексу в Пата газопереробному заводі.  Станом на 2018 рік установка в основному переробляє етан, хоча через виснаження офшорного родовища Мумбай-Хай не виключене залучення більших обсягів пропану.